# NHK World-Japan
NHK World-Japan, auch NHK World, ist der Auslandsdienst des Japanischen öffentlich-rechtlichen NHK. Ausgestrahlt werden die Programme weltweit über Kurzwelle sowie Satelliten- und Kabelfernsehen, aber auch online und über die eigene App. Der Sitz von NHK World befindet sich in Tokio.

## TV-Programm
Der englischsprachige Fernsehsender NHK World richtet sich an Zuschauer im Ausland, die sich über Japan informieren möchten. Daneben wird der japanischsprachige Fernsehsender NHK World Premium produziert. NHK World stellt den Großteil seines Programms auch über die eigene Website zur Verfügung (entweder als Livestream oder On-Demand).
Am 15. Januar 2019 ging eine chinesische Version des Nachrichtensenders NHK华语视界 (NHK Huayu Shijie) online. Das Programm besteht aus Nachrichten und ausgesuchte Sendungen von NHK World in chinesischer Synchronisation und/oder mit Untertiteln anbietet auf Sendung.
Der Ableger wurde im April 2018 in NHK World umbenannt.
NHK World-Japan HD wird über Intelsat 19 166°E, 68.5°E, Astra 19.2°E, Hot Bird 13°E, 58°W, über SES S.A. 3 103°W.

## Radio
Seit 1998 sendete NHK World Radio sein Programm in verschiedenen Sprachen (Englisch, Spanisch, Deutsch u. a.) für ein weltweites Publikum. Das Programm wird über Satellit und Stream ausgestrahlt.
Bis April 2021 wurden die Programme auch von Kurzwellensendern in Japan, Singapur (BBC) und Österreich (Österreichischer Rundfunksender GmbH) verbreitet. Die Kurzwellenausstrahlungen aus Österreich und Singapur sowie die Sendung für Brasilien wurden eingestellt. Hörfunkprogramme des 1931 gestarteten Radio 2 endet am 31. März 2026. Ab April 2026 wird NHK World-Japan nur noch über die beiden Hörfunkprogramme, Radio 1 und NHK FM gesendet. Von den beiden Programme wird nur das Programm des NHK FM auf dem UKW-Band gesendet.

## Internet
Die Sendungen und die anderen Inhalte von NHK World-Japan sind online verfügbar.
- NHK World-Japan: Online-Textnachrichten und Full HD Livestream des laufenden Programms.
- NHK World Radio Japan: Livestreams, Podcasts und Archivsendungen.
- Learn Japanese: überarbeitete Ausgaben von Serien wie Basic Japanese for You und Brush Up Your Japanese.

Nur eine begrenzte Anzahl von Programmen ist als Mediathek-Stream online verfügbar.
- Die NHK-App ist auf Apple TV, Fire TV und Roku verfügbar.